# The Voice Kids (seizoen 3)
Het derde seizoen van The Voice Kids, een Nederlandse talentenjacht, werd van 27 december 2013 tot en met 21 februari 2014 uitgezonden door RTL 4. De presentatie lag ook dit seizoen weer in handen van Martijn Krabbé en Wendy van Dijk. De coaching van de kandidaten werd net als in seizoenen 1 en 2 in handen van Angela Groothuizen, Nick & Simon en Marco Borsato. Deelname stond uitsluitend open voor kinderen in de leeftijd van acht tot en met veertien jaar.

## Verloop
Tijdens de eerste aflevering van het tweede seizoen, 21 december 2012, maakte RTL 4 bekend dat er een derde seizoen kwam en dat de aanmelding was geopend. Daarna werden in de maanden mei en juni van 2013 produceraudities gehouden. De "Blind Auditions" vonden daarna plaats op 24 en 25 juni 2013 in studio 24. Nieuw in dit seizoen was dat de kijkers naar een Blind-Blind auditions gingen kijken. Dat betekende dat enkele kandidaten, zonder zich voor te stellen, een blinde auditie gingen doen. Zo beleefde de kijker hoe het is om coach te zijn. Pas na de auditie stelde de kandidaat zich voor. Dit was al eerder toegepast bij het vierde seizoen van The Voice of Holland.
Net als The Blind Auditions werden The Battles in studio 24 gehouden. De opnames vonden plaats op 18 en 19 september 2013. De deelnemers startten in de "blinde" auditie: De coaches zaten met hun rug naar het podium, zodat ze de kandidaten alleen konden beoordelen op basis van hun stem. Indien een jurylid enthousiast was over een deelnemer, drukte het jurylid op een knop waardoor diens stoel omdraaide. Wanneer meerdere juryleden dit deden, bepaalde de kandidaat bij welke coach hij in het team kwam. Van de in totaal 20.000 kandidaten die auditie deden, deden er slechts 91 kandidaten een "Blind Audition". Na "The Blind Auditions" waren er nog 45 deelnemers door naar de "The Battles".
Elke coach bracht zijn of haar team na "The Battle" terug naar vijf acts, maar er konden slechts twee kandidaten naar de finale. Alle vijf kandidaten moesten daarom met elkaar battlen in "The Sing Off", waar zij nogmaals hun auditienummer moesten zingen. Daarna bepaalde de coach, welke twee kandidaten naar de finale gingen.
Uiteindelijk won Ayoub Maach de finale met For The First Time.

## De Battle
Legenda:
| Coach              | Battle | Kandidaat 1        | Kandidaat 2 | Kandidaat 3 | Liedje                                     |
| ------------------ | ------ | ------------------ | ----------- | ----------- | ------------------------------------------ |
|                    |        |                    |             |             |                                            |
| Angela Groothuizen | 1      | Bodi               | Nikki       | Noaquin     | Wake Me Up (Avicii)                        |
| Angela Groothuizen | 2      | Fauve              | Luka        | Luka        | A 1000 Years (Christina Perri)             |
| Angela Groothuizen | 3      | Ilse               | Iris        | Stephanie   | One Way Or Another (One Direction version) |
| Angela Groothuizen | 4      | Iris               | Kaitlyn     | Melissa     | Powerless (Nelly Furtado)                  |
| Angela Groothuizen | 5      | Kjelwyn van Houten | Nieloefaar  | Yara        | Rumour Hast It (Adele & Coldplay)          |
|                    |        |                    |             |             |                                            |
| Marco Borsato      | 1      | Alyssa             | Pip         | Stefania    | Hoe (Nielson & Miss Montreal)              |
| Marco Borsato      | 2      | Ayoub              | Ieke        | Merel       | Angel (Sarah McLachlan)                    |
| Marco Borsato      | 3      | Demi               | Renee       | Souhaila    | Treasure (Bruno Mars)                      |
| Marco Borsato      | 4      | Dionne             | Madelief    | Rianne      | Roar (Katy Perry)                          |
| Marco Borsato      | 5      | Georgiefa          | Robin       | Roeland     | No Air (Jordin Sparks & Chris Brown)       |
|                    |        |                    |             |             |                                            |
| Nick & Simon       | 1      | Anouk              | Cas         | Lara        | Mirrors (Justin Timberlake)                |
| Nick & Simon       | 2      | Bodine             | Katrina     | Marlies     | Unfaithfull (Rihanna)                      |
| Nick & Simon       | 3      | Emmy               | Pim         | Merle       | Hoe (Nielson & Miss Montreal)              |
| Nick & Simon       | 4      | Floor              | Isabel      | Romy        | Breakaway (Kelly Clarkson)                 |
| Nick & Simon       | 5      | Ilse               | Jarmo       | Noa         | P.Y.T. (Tori Kelly version)                |
|                    |        |                    |             |             |                                            |

## De Sing-off
Legenda:
| Coach              | # | Kandidaat  | Liedje                                            |
| ------------------ | - | ---------- | ------------------------------------------------- |
|                    |   |            |                                                   |
| Angela Groothuizen | 1 | Fauve      | She Will Be Loved (Maroon 5)                      |
| Angela Groothuizen | 2 | Iris       | How Will I Know (Jessica Folcker)                 |
| Angela Groothuizen | 3 | Nikki      | Sweet Child O' Mine (Guns 'n Roses)               |
| Angela Groothuizen | 4 | Nieloefaar | Turning Tables (Adele)                            |
| Angela Groothuizen | 5 | Stephanie  | Raggamuffin (Selah Sue)                           |
|                    |   |            |                                                   |
| Marco Borsato      | 1 | Ayoub      | Jar Of Hearts (Christina Perri)                   |
| Marco Borsato      | 2 | Demi       | Something's Gotta Hold On Me (Christina Aguilera) |
| Marco Borsato      | 3 | Dionne     | She Wolf (David Guetta & Sia)                     |
| Marco Borsato      | 4 | Georgiefa  | Halo (Beyoncé)                                    |
| Marco Borsato      | 5 | Pip        | As Long As Love Me (Justin Bieber)                |
|                    |   |            |                                                   |
| Nick & Simon       | 1 | Cas        | When I Was Your Man (Bruno Mars)                  |
| Nick & Simon       | 2 | Emmy       | California Gurls (Katy Perry)                     |
| Nick & Simon       | 3 | Isabel     | Beneath Your Beautiful (Labrinth & Emeli Sande)   |
| Nick & Simon       | 4 | Jarmo      | Billionaire (Travie Mccoy & Bruno Mars)           |
| Nick & Simon       | 5 | Katrina    | I Have Nothing (Whitney Houston)                  |
|                    |   |            |                                                   |

## De Finale

### De Top 6
Legenda:
| Coach              | # | Kandidaat  | Liedje                                           |
| ------------------ | - | ---------- | ------------------------------------------------ |
|                    |   |            |                                                  |
| Angela Groothuizen | 1 | Nieloefaar | How To Save A Life (The Fray)                    |
| Angela Groothuizen | 2 | Stephanie  | Beggin' (Madcon)                                 |
|                    |   |            |                                                  |
| Marco Borsato      | 1 | Ayoub      | All Of Me (John Legend)                          |
| Marco Borsato      | 2 | Demi       | Crazy (Gnarls Barkley) / Crazy In Love (Beyoncé) |
|                    |   |            |                                                  |
| Nick & Simon       | 1 | Isabel     | Unconditionally (Katy Perry)                     |
| Nick & Simon       | 2 | Katrina    | Wrecking Ball (Miley Cyrus)                      |
|                    |   |            |                                                  |

### De Top 3
Legenda:
| Coach              | # | Kandidaat | Liedje                          |
| ------------------ | - | --------- | ------------------------------- |
|                    |   |           |                                 |
| Angela Groothuizen | 1 | Stephanie | Just A Girl (No Doubt)          |
|                    |   |           |                                 |
| Marco Borsato      | 1 | Ayoub     | For The First Time (The Script) |
|                    |   |           |                                 |
| Nick & Simon       | 1 | Isabel    | I Don't Believe You (Pink)      |
|                    |   |           |                                 |

## Kijkcijfers
| Aflevering       | Datum            | Kijkcijfers | Plek | kdh  | madl | Bron  |
| ---------------- | ---------------- | ----------- | ---- | ---- | ---- | ----- |
| Blind Audition 1 | 27 december 2013 | 2.340.000   | 1    | 15,2 | 31,4 | [ 1 ] |
| Blind Audition 2 | 3 januari 2014   | 2.118.000   | 1    | 13,7 | 28,1 | [ 2 ] |
| Blind Audition 3 | 10 januari 2014  | 2.109.000   | 2    | 13,6 | 28,4 | [ 3 ] |
| Blind Audition 4 | 17 januari 2014  | 2.148.000   | 2    | 13,9 | 28,7 | [ 4 ] |
| Blind Audition 5 | 24 januari 2014  | 2.099.000   | 3    | 13,6 | 28,8 | [ 5 ] |
| The Battle 1     | 31 januari 2014  | 1.891.000   | 3    | 12,2 | 25,7 | [ 6 ] |
| The Battle 2     | 7 februari 2014  | 2.128.000   | 4    | 13,8 | 27,2 | [ 7 ] |
| The Battle 3     | 14 februari 2014 | 1.968.000   | 2    | 12,7 | 24,9 | [ 8 ] |
| Finale           | 21 februari 2014 | 2.336.000   | 7    | 15,1 | 32,3 | [ 9 ] |